# World Poker Tour

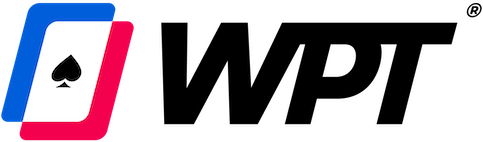

2002 nyarán indították útjára a World Poker Tour nevű versenysorozatot, amely főleg Észak-Amerika ismert kaszinóiban és szerencsejáték városaiban lebonyolított, többnapos csatározások színtere. Az első szezon 13 állomást jegyzett és ebből egy helyszín volt Európában, mégpedig Párizsban. Azóta évről évre gyarapszik a megrendezett tornák, a résztvevők és a kísérő események (side event) száma. A 2008 tavaszán befejezett szezonban már 19 tornát tartottak és 7.883 résztvevőt számláltak. Az egyetlen európai színhely Párizs helyett Barcelona lett.
A nevezési díj 10 000 amerikai dollár, kivéve a szezonzáró döntőt, ahol 25 000 USD a belépő.
A sorozat annyiban különbözik a hasonló rendszerű versenyektől, hogy a televízióban is közvetített döntő asztalt, a megszokottal ellentétben, hat fő részvételével tartják. Ez biztosítja az akciódúsabb közvetítést.

## Legsikeresebb játékosok
- Legnagyobb összesített nyeremény:[1]
  - Daniel Negreanu 5,574,530 USD
  - Carlos Mortensen 5,360,488 USD
  - Tuan Le 4,539,063 USD
- Egy versenyen elért legnagyobb nyeremény:
  - Carlos Mortensen 3.970.415 USD - WPT World Championship 2007
  - Joe Bartholdi 3.730.950 USD - WPT World Championship 2006
  - David Chiu 3.389.140 USD - WPT World Championship 2008
- Legtöbbször döntő asztalra jutott:
  - Phil Ivey 8 alkalom
  - Scotty Nguyen 8 alkalom
  - Daniel Negreanu 7 alkalom
  - Gus Hansen 7 alkalom
  - David Pham 7 alkalom
- Legtöbbször a pénzbe jutott:
  - Lee Markholt 20 alkalom
  - Barry Greenstein 19 alkalom
  - Daniel Negreanu 18 alkalom
  - Erik Seidel 18 alkalom
  - John Juanda 17 alkalom
  - Erick Lindgren 16 alkalom
  - Alan Goehring 16 alkalom

## Év játékosa
Minden szezonban kiosztásra kerül az év játékosa díj, az alábbi pontszámítás alapján.
- Győzelem: 1000 pont
- Második hely: 700 pont
- Harmadik hely: 600 pont
- Negyedik hely: 500 pont
- Ötödik hely: 400 pont
- Hatodik hely: 300 pont
- Hetedik hely: 200 pont

Az eddigi győztesek:
- Első szezon: Howard Lederer
- Második szezon: Erick Lindgren
- Harmadik szezon: Daniel Negreanu
- Negyedik szezon: Gavin Smith
- Ötödik szezon: JC Tran
- Hatodik szezon: Jonathan Little
- Hetedik szezon: Bertrand Grospellier

## Magyar helyezések
- 2009-ben a Pozsonyban rendezett WPT Slovakia versenyt Tóth Richárd nyerte. Nyereménye €104 000[2]
- A budapesti születésű, az Egyesült Államokban 1980 óta élő Andrew Barta harmadik helyen végzett a hatodik szezon egyik versenyén, a Foxwoods Poker Classicon. Nyereménye 281 011 USD.
- Koroknai "Kori" András 2010. márciusában megnyerte a World Poker Tour L.A. Poker Classic főversenyét, amiért 1.788.040$-t vágott zsebre.[3]